# 1968 în literatură
- 1967 în literatură — 1968 în literatură — 1969 în literatură

Anul 1968 în literatură a implicat o serie de evenimente și cărți noi semnificative.

## Cărți noi
- Lloyd Alexander – The High King
- Isaac Asimov – Asimov's Mysteries
- James Blish – Black Easter
- Nelson Bond – Nightmares and Daydreams
- Elizabeth Bowen – Eva Trout
- Richard Brautigan – In Watermelon Sugar
- John Brunner
  - Not Before Time
  - Stand on Zanzibar
- Anthony Burgess – Enderby Outside
- Martin Caidin – The God Machine
- Taylor Caldwell – Testimony of Two Men
- John Dickson Carr
  - Dark of the Moon
  - Papa La-Bas
- Agatha Christie – By the Pricking of My Thumbs
- Arthur C. Clarke – 2001: A Space Odyssey (2001: O odisee spațială (roman))
- L. Sprague de Camp
  - The Goblin Tower
  - The Tritonian Ring
- L. Sprague de Camp și Lin Carter – Conan of the Isles
- August Derleth
  - The Adventure of the Unique Dickensians
  - Mr. Fairlie's Final Journey
  - A Praed Street Dossier
  - Wisconsin Murders
- Philip K. Dick – Do Androids Dream of Electric Sheep? (Visează androizii oi electrice?)
- Allen Drury – Preserve and Protect
- Lawrence Durrell – Tunc
- Arthur Hailey – Airport
- Michael Harrison – The Exploits of Chevalier Dupin
- Georgette Heyer – Cousin Kate
- Barry Hines – A Kestrel for a Knave
- Robert E. Howard și L. Sprague de Camp – Conan the Freebooter
- Robert E. Howard, L. Sprague de Camp și Lin Carter – Conan the Wanderer
- Robert E. Howard, Björn Nyberg și L. Sprague de Camp – Conan the Avenger
- Dorothy M. Johnson – Indian Country
- James Jones – The Ice-Cream Headache and Other Stories
- John le Carré – A Small Town in Germany
- John D. MacDonald – Pale Gray for Guilt și The Girl in the Plain Brown Wrapper
- Helen McInnes – The Salzburg Connection
- Norman Mailer – Armies of the Night
- Ruth Manning-Sanders – A Book of Mermaids
- Robert Markham – Colonel Sun
- Brian Moore – I Am Mary Dunne
- Anthony Powell – The Military Philosophers
- Jean Rhys – Tigers Are Better-Looking
- Mordecai Richler – Cocksure
- Robert Silverberg – The Masks of Time
- Aleksandr Solzhenitsyn
  - Cancer Ward
  - The First Circle
- Muriel Spark – The Public Image
- John Updike – Couples
- Jack Vance – City of the Chasch
- Gore Vidal – Myra Breckinridge
- John Christopher
  - The Pool of Fire (1968)

## Poezie
- Cântece de câmpie, volum de poezii de Ștefan Bănulescu

## Premii
- Premiul Nobel pentru Literatură: